# 東国製鋼
東国製鋼（とうごくせいこう、朝鮮語：동국제강、英語：Dongkuk Steel）は、大韓民国（韓国）の鉄鋼メーカーである。
鉄スクラップを原料とし電気炉を用いて鋼材を製造する、電気炉メーカーと呼ばれる鉄鋼メーカーの一つ。コンクリート用の鉄筋（異形棒鋼）や構造用の形鋼を製造するが、他社から購入した半製品を用いて厚板も圧延する。粗鋼の年間生産量は約300万トンで、世界第49位、韓国国内ではポスコ・現代製鉄に続く第3位。
本社はソウル特別市。製造拠点は、慶尚北道浦項市にある浦項製鋼所、仁川広域市にある仁川製鋼所、釜山広域市にある釜山工場、忠清南道唐津市にある唐津工場の4か所である。また、2014年現在、ブラジル北東部セアラ州にて大規模なスラブ製造工場の建設を進めており、2015年以降に操業開始を予定している。

## 沿革
- 1954年 - 東国製鋼株式会社を設立。
- 1959年 - 国内業界では初めてワイヤロッドを生産。
- 1963年 - 民間企業としては初めて大規模な鉄鋼工場竣工。
- 1966年 - 電気炉製鋼工場を竣工。
- 1971年 - 厚板事業を進出。
- 1972年 - 韓国鉄鋼に買収。
- 1985年 - 国際グループから聯合鉄鋼工業（現、ユニオンスチール）、国際総合機械、国際通運を買収。
- 1988年 - 株式公開。
- 2004年 - 新CI採用[2]。
- 2005年 - 国内で初めてブラジル製鉄事業に参入。
- 2010年 - 家電用カラー鋼板が世界一流商品に選定。
- 2012年 - ブラジルCSP一貫製鉄所を着工。
- 2015年 - ユニオンスチールを吸収合併。

## 提携
日本の大手鉄鋼メーカーのJFEスチールとは、同社の前身・川崎製鉄の時代の1999年から技術供与を中心とする提携関係にある。2006年にJFEスチールは東国製鋼の株式を全株式の約15%まで追加取得し、東国製鋼を持分法適用関連会社とした。その後もJFEに対して技術協力を求め、2014年1月には厚板圧延技術、スラブ素材設計、スラブ調達において包括的技術協力に関する協定を締結している。